# Lázaro Bonora
Lázaro Bonora (* 10. April 2001) ist ein argentinischer Leichtathlet, der sich auf den Diskuswurf spezialisiert hat.

## Sportliche Laufbahn
Erste Erfahrungen bei internationalen Meisterschaften sammelte Lázaro Bonora im Jahr 2018, als er bei den U18-Südamerikameisterschaften in Cuenca mit 17,97 m die Silbermedaille im Kugelstoßen gewann und im Diskuswurf mit 54,75 m die Bronzemedaille gewann. Anschließend startete er im Diskusbewerb bei den Olympischen Jugendspielen in Buenos Aires und gelangte dort auf den siebten Platz. Im Jahr darauf belegte er bei den U20-Südamerikameisterschaften in Cali mit 15,49 m und 51,13 m jeweils den sechsten Platz im Kugelstoßen und im Diskuswurf und 2021 gelangte er bei den U23-Südamerikameisterschaften in Guayaquil mit 50,04 m auf den fünften Platz im Diskusbewerb. 2025 klassierte er sich dann bei den Südamerikameisterschaften in Mar del Plata mit 52,69 m auf dem siebten Platz.
In den Jahren 2024 und 2025 wurde Bonora argentinischer Meister im Diskuswurf.